# Доминиканская Республика на летних Олимпийских играх 1980
Доминиканская Республика принимала участие в Летних Олимпийских играх 1980 года в Москве (СССР) в пятый раз за свою историю, но не завоевала ни одной медали. Сборную страны представляли 6 участников, из которых 1 женщина.